# Japansk amsonia
Japansk amsonia  (Amsonia elliptica) är en art i familjen oleanderväxter från Kina och Japan. Den odlas ibland som trädgårdsväxt i Sverige.